# Sidoharjo (Air Gegas)
Sidoharjo is een bestuurslaag in het regentschap Bangka Selatan van de provincie Bangka-Belitung, Indonesië. Sidoharjo telt 3387 inwoners (volkstelling 2010).